# نینا کواچوا
نینا کواچوا (متولد ۱۹۶۰، صوفیه، بلغارستان) یک هنرمند بلغارستانی فرانسوی است. او در فرانسه زندگی و کار می‌کند.
کواچوا در صوفیه، بلغارستان به دنیا آمد. او در آکادمی ملی هنرهای زیبا صوفیه تحصیل کرد و در سال ۱۹۸۵ فارغ‌التحصیل شد. آثار او زمینه‌های عکاسی، طراحی، نقاشی، اشیاء، ویدئو و اینستالیشن‌های ویدئویی را در بر می‌گیرد. کارنامه هنری او همچنین شامل همکاری مثمر ثمر با والنتین استفانوف (همسرش) به ویژه با نصب ویدئو و ویدئو در فضاهای عمومی و موزه است.